# Undercover
Undercover (рус. «Под покровом») — семнадцатый британский и девятнадцатый американский студийный альбом The Rolling Stones, был издан в 1983 году на собственном лейбле группы. После предыдущего альбома — Tattoo You, который в основном состоял из студийных записей, сделанных в течение 70-х, Undercover стал первой работой группы, которая содержала абсолютно новый материал (записанный в 1980-х). С появлением поколения MTV «Роллинги» попытались «изобрести себя заново» для новой аудитории.

## Список композиций
Все песни написаны Миком Джаггером и Китом Ричардсом, за исключением отмеченных.
| №  | Название                        | Длительность |
| -- | ------------------------------- | ------------ |
| 1. | «Undercover of the Night»       | 4:31         |
| 2. | «She Was Hot»                   | 4:40         |
| 3. | «Tie You Up (The Pain of Love)» | 4:16         |
| 4. | «Wanna Hold You»                | 3:52         |
| 5. | «Feel On Baby»                  | 5:03         |

| №   | Название                                             | Длительность |
| --- | ---------------------------------------------------- | ------------ |
| 6.  | «Too Much Blood»                                     | 6:14         |
| 7.  | «Pretty Beat Up» (Мик Джаггер/Кит Ричардс/Ронни Вуд) | 4:03         |
| 8.  | «Too Tough»                                          | 3:52         |
| 9.  | «All the Way Down»                                   | 3:12         |
| 10. | «It Must Be Hell»                                    | 5:03         |

## Участники записи
The Rolling Stones
- Мик Джаггер — ведущий и бэк-вокал, электрогитара, губная гармоника
- Кит Ричардс — электрогитара, бэк-вокал, лид-вокал на «Wanna Hold You», бас-гитара на «Pretty Beat Up»
- Ронни Вуд — электро- и слайд-гитары, бэк-вокал, бас-гитара на «Tie You Up» и «Wanna Hold You»
- Чарли Уоттс — ударные
- Билл Уаймен — бас-гитара, перкуссия, фортепиано на «Pretty Beat Up»

Приглашённые музыканты
- Чак Ливел[англ.] — клавишные, орган, фортепиано[1]
- Иэн Стюарт — фортепиано на «She Was Hot» и «Pretty Beat Up», перкуссия
- Дэвид Сэндборн — саксофон
- CHOPS — духовые инструменты
- Слай Данбер[англ.] — перкуссия
- Робби Шекспир[англ.] — бас-гитара
- Moustapha Cisse — перкуссия
- Brahms Coundoul — перкуссия
- Martin Ditcham — перкуссия
- Jim Barber — лид-электрогитара на «Too Much Blood»
- Hubert Kretzschmar — дизайн обложки

## Критика
| Оценки критиков               | Оценки критиков             |
| Источник                      | Оценка                      |
| ----------------------------- | --------------------------- |
| AllMusic                      | ссылка                      |
| Blender                       | ссылка (недоступная ссылка) |
| MusicHound                    | 2/5                         |
| Роберт Кристгау               | C+ ссылка                   |
| The Rolling Stone Album Guide | ссылка                      |

Undercover вышел в ноябре 1983 года и в целом был тепло встречен прессой, дебютировав 3-м месте в чарте Великобритании и на 4-м — в США. Тем не менее, альбом показал себя хуже предшественников став первым диском группы, после серии нескольких пластинок, не сумевшим покорить американский хит-парад, и не отметившийся ни одним хитовым синглом. Обложка альбома была украшена реальным стикерами, которые можно было снять, чтобы обнаружить под ними другие изображения.
Впоследствии Undercover получил двойственное отношение критиков и фанатов. Несмотря на первоначальный успех, многие фанаты склонны считать его одним из самых слабых релизов группы, это мнение в более поздних интервью поддержал и сам Джаггер. Однако, некоторые критики склонны соотносить это со стремлением группы соответствовать тогдашним музыкальным тенденциям и эклектизму.

## Хит-парады
Альбом
| Год  | Чарт              | Высшая позиция |
| ---- | ----------------- | -------------- |
| 1983 | UK Top 100 Albums | 3              |
| 1983 | The Billboard 200 | 4              |

Синглы
| Год  | Сингл                                         | Чарт                      | Высшая позиция |
| ---- | --------------------------------------------- | ------------------------- | -------------- |
| 1983 | «Undercover of the Night»                     | The Billboard Hot 100     | 9              |
| 1983 | «Undercover of the Night»                     | Mainstream Rock Tracks    | 2              |
| 1983 | «Undercover of the Night»                     | Hot Dance Music/Club Play | 9              |
| 1983 | «Undercover of the Night»                     | UK Top 100 Singles        | 11             |
| 1983 | «Too Tough»                                   | Mainstream Rock Tracks    | 14             |
| 1984 | «Too Much Blood»                              | Mainstream Rock Tracks    | 38             |
| 1984 | «She Was Hot»                                 | Mainstream Rock Tracks    | 4              |
| 1984 | «She Was Hot»                                 | The Billboard Hot 100     | 44             |
| 1984 | «She Was Hot»                                 | UK Top 100 Singles        | 42             |
| 1984 | «Think I’m Going Mad» B-side of «She Was Hot» | Mainstream Rock Tracks    | 50             |
| 1985 | «Too Much Blood»                              | Hot Dance Music/Club Play | 44             |

## Сертификация
| Страна            | Организация | Сертификация (продажи) |
| ----------------- | ----------- | ---------------------- |
| Соединенные Штаты | RIAA        | Платиновый             |
| Великобритания    | BPI         | Золотой                |